# État national-légionnaire
1940–1941
Entités précédentes :
- Royaume de Roumanie (régime carliste)

Entités suivantes :
- Royaume de Roumanie (régime antonescien)

L’État national-légionnaire (en roumain Statul național-legionar) est un régime de type fasciste clérical qui a gouverné pendant 5 mois, du 14 septembre 1940 au 14 février 1941, ce qui restait du royaume de Roumanie après son dépeçage l’été 1940 selon le Pacte germano-soviétique et le deuxième arbitrage de Vienne. C’est le premier régime totalitaire de l’histoire de la Roumanie. Il met fin au régime carliste instauré en février 1938, après que celui-ci a profondément déçu l’opinion roumaine en n’éradiquant pas la corruption mais surtout en acceptant le démembrement du pays par l’occupation soviétique de la Bessarabie et de la Bucovine du Nord et par la cession de la Transylvanie du Nord à la Hongrie. L’« État national-légionnaire » contrôla un territoire de 193 097 km2 et une population d’environ 13 millions de personnes.
Le régime était dirigé par le maréchal Ion Antonescu en partenariat avec la « Garde de fer », milice paramilitaire dont les membres s’appelaient « légionnaires ». Le nom officiel de la « Garde de Fer » était : « Légion de l’Archange Michel » (en roumain : Legiunea Arhanghelului Mihail), formant un parti de type fasciste-chrétien, ultra-nationaliste, antisémite, anti-tsigane, anticommuniste, anticapitaliste et orthodoxe intégriste, appelé « Tout pour le pays » (en roumain : Totul pentru Țară). La Garde de Fer, que le régime carliste avait réprimée par les armes, réussit à entrer au gouvernement le 28 juin 1940, mais ne conquit réellement le pouvoir que le 14 septembre, proclamant l’« État national-légionnaire ».
Le 27 septembre 1940, l’« État national-légionnaire » retira la Roumanie du Pacte balkanique ; le 23 novembre, il fit adhérer la Roumanie à l’Axe. Le 27 novembre, 64 anciens dignitaires ou responsables des régimes antérieurs (démocratie parlementaire des années 1923-38 et régime carliste des années 1938-40) furent assassinés par la Garde de fer dans la prison de Jilava où ils étaient détenus. La législation antisémite déjà mise en place par le gouvernement d’Octavian Goga en 1938 (exclusion des Juifs hors des administrations, des services publics et des forces de l’ordre, numerus clausus dans le domaine médical, l’enseignement et les universités) fut rendue plus sévère : elle comprenait l’expropriation des domaines fonciers appartenant aux Juifs, le 4 octobre pour les domaines agricoles et le 17 novembre pour les domaines forestiers, puis des compagnies de transport fluvial et maritime le 4 décembre. 
Le 20 janvier 1941, la Garde de Fer tenta un coup d’État combiné à un pogrom contre les Juifs de Bucarest qui fit 130 victimes. Au bout de quatre jours, Antonescu réussit à réprimer le coup d'État et exclut la Garde de Fer du gouvernement. Horia Sima et de nombreux autres « légionnaires » fuirent la Roumanie, tandis que d’autres furent emprisonnés. Antonescu abolit l’« État national-légionnaire » le 14 février 1941.

## Précurseurs
La Garde de fer forme d’abord une coalition avec le gouvernement roumain le 8 février 1938, lorsque le Premier ministre de l’époque, Octavian Goga, pour mettre un terme aux assassinats et attentats ciblés de la Garde de Fer, conclut un accord avec son chef et fondateur Corneliu Codreanu pour une coopération limitée. 
Cependant, cet arrangement politique déplaît au roi Carol II, qui limoge Goga le 11 février et le remplace par le patriarche Miron Cristea,. 
Entre le 28 juin et le 4 juillet 1940, Horia Sima, chef de fait de la Garde de fer après l’exécution de Codreanu par le régime carliste, occupe le poste de sous-secrétaire d'État auprès du ministère de l’Éducation. 
La Garde de fer entre dans le gouvernement d’Ion Gigurtu, qui prend le pouvoir le 4 juillet 1940, après l’occupation soviétique de la Bessarabie et de la Bucovine du Nord. 
Trois « gardiens » (membres de la Garde de fer) sont nommés au nouveau gouvernement : Vasile Noveanu comme ministre de la Richesse publique, Horia Sima comme ministre des Religions et des Arts et Augustin Bideanu comme sous-secrétaire d'État auprès du ministère des Finances. 
Cependant, Sima démissionne le 7 juillet, car il se voit refuser un gouvernement purement « gardien », alors que ses deux collègues restent en poste. Nichifor Crainic, partisan et idéologue de la Garde de fer, devient ministre de la Propagande,. Après la démission de Sima le 7 juillet, il est remplacé par un autre « gardien », Radu Budișteanu.

## Histoire
Le roi Carol II est contraint d’abdiquer le 6 septembre 1940. Il est remplacé par son fils Michel, alors âgé de 19 ans : c'est la fin du régime carliste, dictatorial mais pro-Allié.
Le premier acte du jeune nouveau roi est d’octroyer un pouvoir illimité au général Ion Antonescu en tant que Conducător (« guide ») de la Roumanie, le roi Michel se cantonnant à un rôle cérémonial. Un décret du 8 septembre définit plus avant les pouvoirs d’Antonescu. Pour maintenir son emprise sur le pays tout en concédant le rôle principal à la Garde de fer, Antonescu fait proclamer la Roumanie « État national-légionnaire » le 14 septembre par le roi Michel. Le « Mouvement légionnaire / Garde de fer » devient le « seul mouvement reconnu dans le nouvel État », faisant de la Roumanie, pour la première fois de son histoire, un pays totalitaire. 
Antonescu devient le « chef d'honneur » de la légion, tandis que Sima devient vice-Premier ministre. Cinq autres « gardiens » sont nommés ministres, parmi lesquels le prince Mihai Sturza (ministre des Affaires étrangères) et le général Constantin Petrovicescu (ministre de l’Intérieur). 
Des préfets légionnaires sont nommés dans chacun des 45 județe,. La Garde de Fer reçoit quatre portefeuilles : Intérieur, Éducation, Affaires étrangères et Cultes. En outre, la plupart des secrétaires permanents et des directeurs des ministères sont également des « gardiens ».
En tant que parti unique, la Garde de fer contrôle également la presse et les services de propagande. 

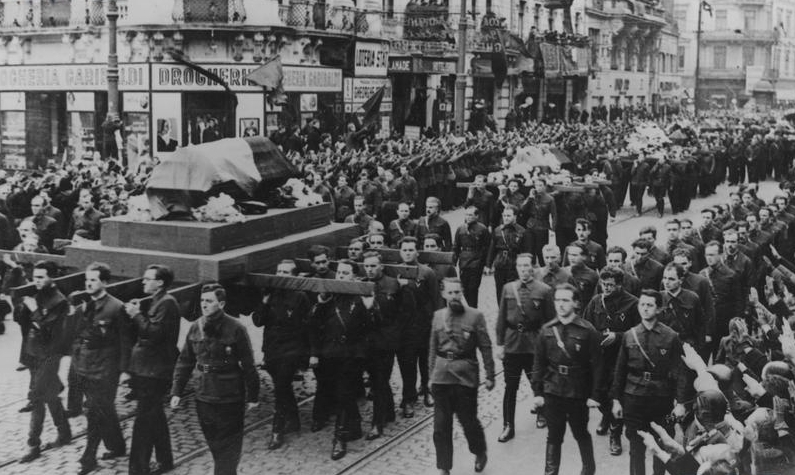
Funérailles, le 30 novembre 1940, de Corneliu Codreanu et d'autres « légionnaires » victimes du régime carliste précédent et exhumés pour l'occasion. Les uniformes sont ceux de la Garde de fer. Le salut, est le salut fasciste.

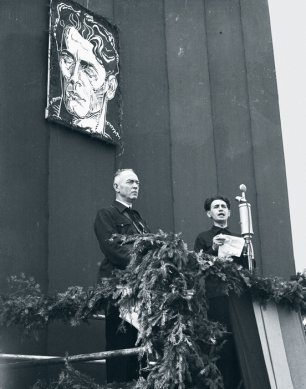
Ion Antonescu et Horia Sima, leaders de l'État national-légionnaire, en uniformes de la Garde de fer sous le portrait de Codreanu le 6 octobre 1940.

Le 6 octobre, Antonescu assiste à un rassemblement de la Garde de fer vêtu d’un uniforme de légionnaire. Le 8 octobre, à son invitation, la Wehrmacht occupe la Roumanie et atteint rapidement plus de 500 000 soldats : Adolf Hitler prépare déjà l’opération Barbarossa même si Joseph Staline refuse d’en croire les avertissements des responsables communistes roumains. Par ailleurs, Antonescu redoute à la fois les visées de ses alliés « légionnaires » et le sentiment anti-allemand, resté très vif en Roumanie, tant chez les civils que les militaires, en raison de la dureté de l’occupation allemande pendant la Première Guerre mondiale. De plus, sous le régime d’Antonescu, les ambassadeurs nazis Wilhelm Fabricius (de) et Manfred von Killinger gouvernent de fait le pays. 
Le 27 novembre, 64 anciens dignitaires ou responsables roumains sont assassinés par la Garde de Fer dans la prison de Jilava. 
Plus tard dans la journée, l’historien et ancien Premier ministre Nicolae Iorga et l’économiste Virgil Madgearu, ancien ministre, sont à leur tour assassinés par les « légionnaires ». Le 1er décembre, un autre rassemblement de la Garde de fer se déroule à Alba Iulia pour célébrer les 22 ans de l’union de la Transylvanie à la Roumanie. Antonescu y assiste également et y prononce un discours. 
Après la proclamation de l’« État national-légionnaire » le 14 septembre, la Légion devient le parti unique au pouvoir. Elle doit cependant partager le pouvoir exécutif avec l’armée. Le nouveau régime légionnaire a une idéologie fondée sur le culte du chef Corneliu Codreanu et celui des autres « martyrs légionnaires » persécutés par le régime carliste. L’exhumation, le ré-enterrement public et la réhabilitation des « martyrs » sont rétrospectivement considérés par Sima comme « la tâche la plus importante justifiant l’accession de la Légion au pouvoir ». L’exhumation des restes de Codreanu et la réinhumation ultérieure (21-23 novembre) réaffirment le charisme de ce « capitaine » héroïsé, en tant que fondement de l'idéologie légionnaire.
Le jour de la réinhumation de Codreanu, le principal journal légionnaire, Cuvântul (Le Mot), écrit : « C’est le jour de la résurrection du capitaine. Il est ressuscité, comme il l’avait promis, selon l’Évangile. Il est ressuscité, sortant de la tombe pour nous présenter la Roumanie elle-même, ensevelie par cet âge de péché ». La réinhumation du corps de Codreanu a lieu le 30 novembre. Antonescu, Sima, Von Schirach, Bohle et 5 000 « gardiens » sont présents (les « légionnaires » comptent alors environ 35 000 membres).
Peu de temps après la réinhumation de Codreanu, la Garde de Fer commet le massacre de Jilava, tuant plus de 60 anciens dignitaires. Elle atteint ainsi ses objectifs : l’ordre ancien s’est effondré sous ses coups et tous les ennemis de la Légion ont été punis.  
Le décret qui établit le régime « national-légionnaire » le 14 septembre place Ion Antonescu et Horia Sima sur un pied d’égalité. Le 28 octobre, Sima accuse Antonescu d’avoir violé ce décret en refusant d’emprisonner les membres des anciens partis démocratiques et les francs-maçons. Il affirme qu’une telle diversité politique est contraire aux principes d’un État totalitaire. Sima veut également appliquer les principes nazis à l’économie en plaçant tout sous un contrôle centralisé, position anti-libérale et anticapitaliste, qui explique, après la guerre, l’adhésion d’anciens légionnaires au parti communiste roumain. Le 16 octobre, Sima adresse une lettre à Antonescu en ce sens, mais ce dernier rejette l’idée. Les relations entre Antonescu et la Garde atteignent un point de rupture après le massacre de Jilava. Malgré la tension croissante, les deux parties concluent une trêve pour le moment, permettant à un légionnaire de conserver le poste de chef de la police de Bucarest tout en prévoyant la condamnation publique des meurtres commis à Jilava. 
Plusieurs décrets antisémites sont promulgués par l’« État national-légionnaire », qui restent en vigueur après l’exclusion de la Garde de Fer du pouvoir, et jusqu’au 24 août 1944. 
Le 10 novembre 1940, l’« État national-légionnaire » est confronté à un séisme majeur (en), à épicentre dans le Județ de Vrancea, qui détruit 65 000 immeubles, faisant des dizaines de milliers de morts. 

### Développements extérieurs
En juin 1940, alors que la Roumanie carliste est neutre, et que la France bascule dans la collaboration, les relations entre les deux pays se poursuivent, et ne sont pas affectées par la mise en place de l’« État national-légionnaire ». Ni les Français expatriés en Roumanie, ni les Roumains de France (parmi lesquels Emil Cioran et Eugène Ionesco, attaché de presse à l’ambassade de Roumanie en France, à Vichy) ne sont inquiétés.
Début octobre 1940, 65 000 soldats allemands sont déployés autour des raffineries de pétrole de Ploiești, indispensables à l’économie du Troisième Reich. Cette action germano-roumaine menée sans consulter Benito Mussolini (allié d'Adolf Hitler au sein de l’Axe et leader de l’Italie fasciste) incite le « Duce » italien à envahir la Grèce pour ne pas être en reste.
La guerre italo-grecque qui s’ensuit est pour le dictateur italien un désastre, les Grecs contre-attaquant et libérant pendant six mois l’Épire du Nord, partie de l’Albanie sous domination italienne depuis 1938. 
L’entrée des troupes allemandes en Roumanie est une occupation (la Wehrmacht vivant de réquisitions aux dépens de la Roumanie et se substituant aux autorités roumaines dans de nombreuses zones), mais pas une invasion (elle se produit avec l’approbation d’Antonescu).
Les premières troupes allemandes entrent en Roumanie le 10 octobre, en partie pour répondre à la demande d’assistance militaire d’Antonescu, en plus de leur objectif principal de défense des champs pétrolifères roumains contre « les saboteurs ».
La Roumanie adhère ensuite au Pacte tripartite et au pacte anti-Komintern les 23 et 25 novembre respectivement devenant ainsi officiellement une alliée du Troisième Reich.
Un effet de cette accentuation de la domination de l’Allemagne nazie sur la Roumanie est que la minorité allemande en Roumanie (320 000 personnes après les pertes territoriales de la Roumanie) échappe en grande partie au rapatriement forcé dans le Reich, contrairement à ses homologues de Bessarabie et de Bucovine du Nord, territoires devenus soviétiques. Seuls 76 500 Allemands du sud de la Bucovine et de la Dobroudja sont « rapatriés » et installés dans le Warthegau dans des fermes confisquées aux Polonais. 
La convention germano-roumaine du 22 octobre 1940 qui réglemente ces rapatriements, oblige l’État national-légionnaire à racheter au Reich les biens immobiliers abandonnés par les Allemands « rapatriés ». L’État roumain utilise ces biens pour accueillir des réfugiés aroumains de Bulgarie, chassés de la Dobroudja du Sud à la suite des accords de Craiova.
Des escarmouches à la nouvelle frontière avec l’URSS ont lieu pendant les cinq mois de l’État national-légionnaire. Le 28 juin 1940, les Soviétiques occupent la ville et le canton roumain de Herța en plus de la Bessarabie et de la Bucovine du Nord, et en octobre 1940, la marine soviétique occupe encore plusieurs îles roumaines dans le delta du Danube, hors du traité de cession conforme au Pacte germano-soviétique. C’est lors de l’annexion de Herța que l’armée roumaine compte ses deux premiers morts de la Seconde Guerre mondiale. L’un de ces deux premiers morts est un soldat juif du nom de Salomon Iancou. Leur mort est due au fait que le Pacte germano-soviétique ne prévoyait pas l’annexion du canton de Herța par les Soviétiques, qui ne le revendiquaient pas. Si l’Armée rouge entre dans Herța le 28 juin 1940, c’est parce que sur la carte de l’état-major soviétique, l’épaisseur du trait rouge marquant la nouvelle frontière couvre par erreur Herța. Ne le sachant pas, la garnison roumaine tente de défendre la ville.
Des troupes soviétiques sont concentrées à la frontière roumaine, des avions soviétiques font de fréquentes incursions dans l’espace aérien roumain et, en janvier 1941, des navires de guerre soviétiques entrent dans les eaux roumaines : l’ambassadeur allemand Wilhelm Fabricius (de) « conseille » très fermement à Antonescu (mit Nachdruck beraten) de ne pas réagir militairement, tandis que les « légionnaires », pour leur part, exigent une contre-offensive massive et rapide.

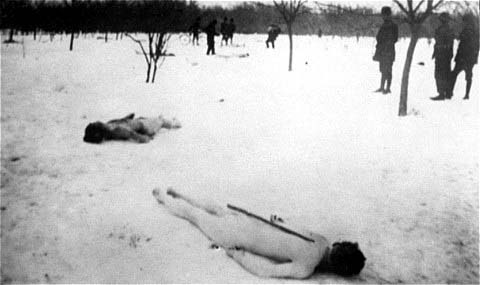
Cadavres de victimes du pogrom de Bucarest du 22 janvier 1941 jetés dans la forêt de Jilava.

Les tensions atteignent leur paroxysme en janvier 1941 lorsque les Soviétiques présentent un ultimatum demandant à la Roumanie de leur céder le delta du Danube. Ils tentent de s’emparer du port de Galați (județ de Covurlui) qu’un mouilleur de mines soviétique bloque, mais cette fois la marine fluviale roumaine réplique, tuant 26 soviétiques et perdant elle-même 85 marins. Sur un rappel à l’ordre de leur allié allemand, les soviétiques retirent leur ultimatum et s’en tiennent au Pacte germano-soviétique.

### Fin de l'«État national-légionnaire»
Le 20 janvier 1941, la Garde de fer tente d’évincer Antonescu par un coup d’État combiné à un pogrom contre les Juifs de Bucarest qui fait cent trente morts le 22 janvier 1941. Les « légionnaires » s’emparent de l’abattoir de Bucarest, en expulsent les animaux et le personnel, y mènent leurs victimes et procèdent à leur assassinat avant de les accrocher aux crocs de boucher, tout en chantant des hymnes chrétiens pour « purifier la nation » (en roumain : pentru curățirea neamului) : pour eux, leur crime est un « rituel de sacrifice »[réf. nécessaire].
Lorsque la municipalité de Bucarest leur demande d’évacuer l’abattoir pour le désinfecter, les « légionnaires » refusent aux familles des victimes le droit d’offrir à leurs proches des sépultures dans les cimetières juifs de la ville, et réquisitionnent des Roms fossoyeurs (eux aussi considérés comme « impurs » - en roumain : spurcați) pour transporter et jeter les cadavres dénudés dans la forêt de Jilava, au sud de la ville. « Un acte de férocité peut-être unique dans l’histoire de la Shoah », selon Norman Manea.
Il faut à Antonescu et à l’armée quatre jours pour réussir à déjouer le coup d’État de la Garde de fer, qui est exclue du gouvernement. La répression de la rébellion légionnaire fournit également des données sur l’équipement militaire utilisé par la Garde de fer, soit 5 000 armes à feu (revolvers, fusils et mitraillettes) et de nombreuses grenades uniquement à Bucarest. La Légion possédait également une petite force blindée composée de deux voitures de police blindées et de deux porte-blindés chenillés Malaxa. Pour le transport, rien qu’à Bucarest, la Légion possédait également près de 200 camions. 
Le 14 février 1941, l’« État national-légionnaire » est officiellement aboli et Antonescu déclare que la Roumanie serait désormais un « État national et social ». Environ 30 000 « légionnaires » fuient vers l’Allemagne nazie ou la France pétainiste, tandis que 9 000 d’entre eux, rattrapés au pays, sont arrêtés et internés dans des camps de travail forcé notamment à Târgu Jiu et dans la steppe du Bărăgan. Parmi les premiers, la plupart se réfugient en Espagne franquiste ou en Amérique latine lorsque l’Axe commence à subir des défaites, tandis que 1 842 parmi les derniers sont jugés et condamnés à diverses peines allant de quelques mois de prison à la prison à vie,,.

## Production militaire
Sous l’« État national-légionnaire », les usines d’armement roumaines produisirent en 3 mois, entre octobre et décembre 1940 :
- Armes légères. Entre 1938 et juin 1941, la Roumanie produisit plus de 5 000 mitrailleuses légères ZB vz. 30[36]. Cela représente une production mensuelle moyenne de plus de 120 mitrailleuses, ce qui signifie qu'environ 500 ont été produites sous la gouvernance de l’« État légionnaire ».
- Pièces d'artillerie. Entre 1938 et mai 1941, la Roumanie fabriqua 102 canons anti-aériens de 37 mm Rheinmetall[37]. Cela représente une production mensuelle moyenne de 2,5 pièces, ce qui signifie qu'une dizaine a été produites sous la gouvernance de l’« État légionnaire ». Entre 1936 et juillet 1941, la Roumanie produisit 100 canons anti-aériens Vickers de 75 mm[37]. Cela représente une production mensuelle moyenne de 1,5 pièce, ce qui signifie qu'environ six ont été produites sous la gouvernance de l’« État légionnaire ».
- Véhicules blindés. Entre la deuxième moitié de 1939 et mars 1941, la Roumanie produisit 126 tracteurs blindés Malaxa[38]. Cela représente une production mensuelle moyenne d'un peu plus de 6 tracteurs, ce qui signifie qu'environ 25 véhicules ont été fabriqués sous la gouvernance de l’« État légionnaire ».
- Avions. Sous la gouvernance de l’« État légionnaire », l'industrie aéronautique roumaine produisit environ 17 bombardiers légers IAR 39 et des biplans Fleet Finch[39] soit une production mensuelle moyenne de 4,5 avions durant 4 mois.

## Héritage de l’État national-légionnaire

### Changements d’alliances
- Le 27 septembre 1940, l’État national-légionnaire quitte le Pacte balkanique mais signe un accord commercial avec l’un des membres du pacte, la Turquie.
- Le 19 septembre 1940, un autre accord commercial est signé entre l’État national-légionnaire et la Yougoslavie, un autre membre du Pacte balkanique.
- Le 23 septembre 1940, la Roumanie s’allie officiellement à l’Allemagne nazie en rejoignant l'Axe par la signature des pactes tripartite et anti-Komintern.
- Le 6 octobre 1940 , l’« État national-légionnaire » ouvre le territoire roumain aux forces armées de l'Allemagne nazie (Luftwaffe et Wehrmacht).
- Le 4 décembre 1940, un accord commercial de dix ans est signé entre l’État national-légionnaire et l’Allemagne nazie, prévoyant en théorie la « reconstruction économique » de la Roumanie et en pratique le pillage du pays à crédit (dont on ne reparla plus après la guerre) au profit de l’effort de guerre du Reich : les piliers stratégiques de ce dispositif sont l’important gisement pétrolier des alentours de Ploiești et l’ensemble des mines de charbon de Petroșani[40].

### Dégradation de l'image internationale de la Roumanie
Qualifié par Traian Popovici de tache indélébile sur le visage de la nation, l’« État national-légionnaire » a inauguré l’adhésion de la Roumanie à l’Axe et accueilli l’armée allemande dans le pays. Il a également commis des crimes comme le massacre de Jilava du 27 novembre 1940 et des crimes contre l’humanité comme le pogrom de Bucarest du 22 janvier 1941. Réprimé en janvier 1941, puis officiellement aboli en février, l’« État national-légionnaire » n'a duré que quelques mois, mais il a légué au devoir de mémoire le discours conjoint d’Antonescu et Sima, les funérailles empreintes de fanatisme du fondateur de la Garde de Fer Corneliu Codreanu, la passivité de la maison royale et l’exacerbation d’un antisémitisme devenu obsessionnel qui a rendu possible la Shoah en Roumanie.
Les 10 et 12 février 1941, le Royaume-Uni et la Belgique rompent leurs relations avec la Roumanie en raison de son adhésion à l’Axe sous la gouvernance de l’État national-légionnaire, mais sans lui déclarer la guerre, le royaume étant alors officiellement neutre. 
Dès lors, les Juifs roumains fuyant la Shoah en Roumanie grâce aux filières mises en place par l’association Aliya d’Eugen Meissner et Samuel Leibovici, sont considérés par les Alliés comme les « citoyens d’un pays sous contrôle ennemi » et les visas britanniques pour la Palestine leur sont refusés, ce qui engendre plusieurs tragédies comme celles du Struma ou du Mefküre.
Sous la gouvernance de l’« État national-légionnaire », la communauté juive est déjà fortement traumatisée en voyant des grands noms de la classe intellectuelle abandonner si facilement leurs valeurs antérieures pour se rallier à la rhétorique haineuse des « légionnaires », à l’image d’un Nae Ionescu, d’un Mircea Eliade qualifiant la renaissance culturelle roumaine d’« apologie abstraite de l’humanité » et d’« imitation simiesque de l’Europe occidentale » en accusant la démocratie d’« avoir pour effet d’écraser toute tentative de renaissance nationale » et adhérant au parti légionnaire « Tout pour le pays », ou encore d’un Emil Cioran alors dans la vingtaine, écrivant : « à l’exception de Jésus, aucun autre être mort n’a été aussi présent que Codreanu parmi les vivants - […] - cet homme mort répand un parfum d’éternité sur nos excréments humains et ramène le ciel sur la Roumanie ». De là à occulter les ennemis des « légionnaires » comme Tudor Arghezi ou Mihail Sadoveanu, pour affirmer que tous les Roumains sont des « légionnaires » et des bourreaux en puissance, il n’y a qu’un pas, que certains commentateurs ont franchi, développant l’image d’une Roumanie haineuse et violente.
De leur côté, les « légionnaires » survivant en exil, ainsi dépeints en représentants les plus typiques du peuple roumain, ont tiré parti de ces amalgames et certains n’ont pas hésité, durant la guerre froide, à vendre leurs services aux Occidentaux. Réfugié en Espagne franquiste, Horia Sima inaugura le 13 septembre 1970 à Majadahonda un monument grandiose à Ion Moța et Vasile Marin, deux « légionnaires » tués le 13 janvier 1937 à cet endroit par les Républicains espagnols durant la guerre civile espagnole (où 1200 roumains combattirent du côté Républicain, mais ceux-là, n’ayant pas la même « aura sulfureuse » que les « légionnaires », ne sont plus guère évoqués).

### Timbres de l’«État national-légionnaire»

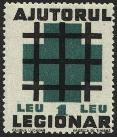
Timbre de l’entraide légionnaire à l’effigie de la « Légion de l’Archange Michel », satiriquement qualifiée par les Roumains de zgarda de fier (« grille de fer »), sarcasme que les « légionnaires » tournèrent à leur avantage en adoptant le surnom de Garda de Fier (« garde de fer »).
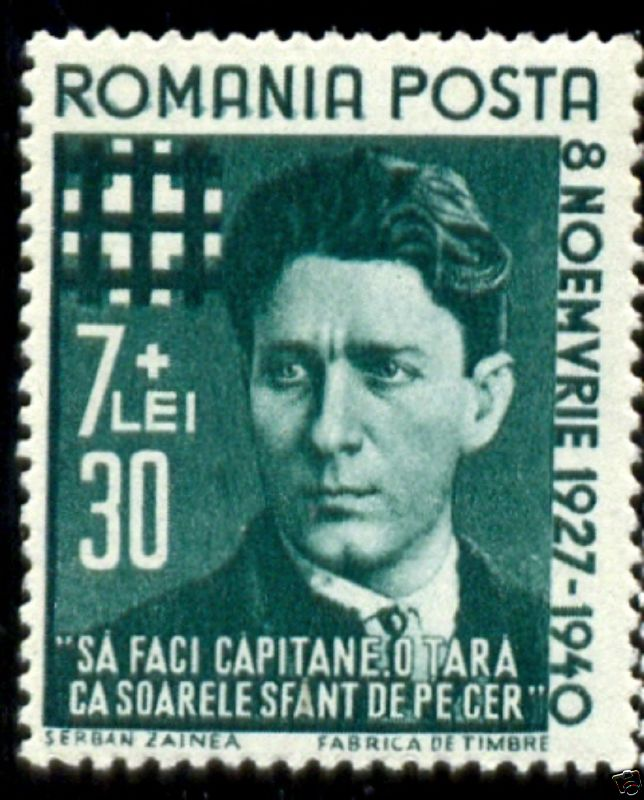
Timbre à l’effigie du fondateur de la Garde de Fer, Corneliu Codreanu. Le texte dit : Capitaine, fais-nous un pays qui brille comme le soleil saint du ciel.
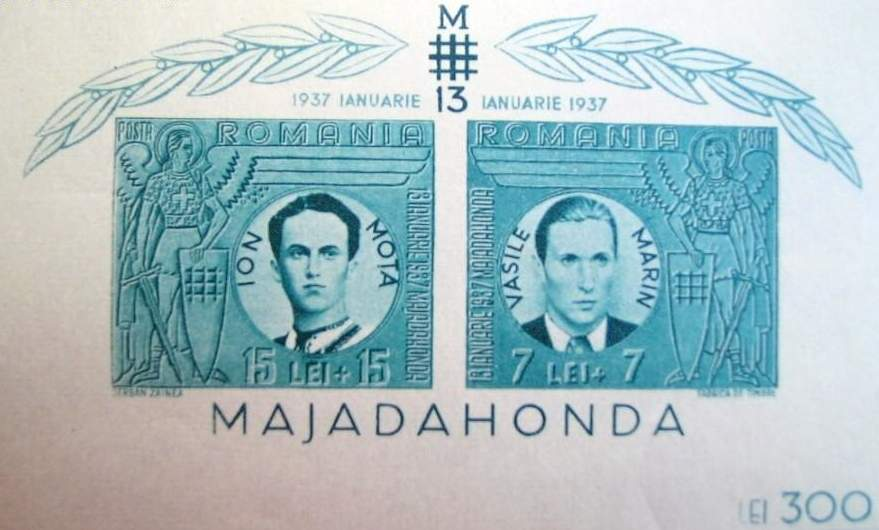
Timbre à l’effigie d’Ion Moța et de Vasile Marin, deux « légionnaires » tués le 13 janvier 1937 à Majadahonda (Espagne) par les Républicains.

## Exégèse
L'exégèse de l'État national-légionnaire peut exprimer l'un ou plusieurs de ces quatre points de vue :
- l'approche communiste en fait un avatar du « régime bourgeois-aristocratique de la monarchie roumaine, en son ultime exacerbation fasciste » sans référence à l'idéologie officielle de l'État national-légionnaire, ce qui revient à occulter le caractère spécifiquement antisémite de ce régime[52] ;
- l'approche nationaliste oppose « juifs » et « roumains » sur le mode « nation contre nation », qui présuppose qu'on ne peut pas être l'un et l'autre à la fois. Ce point de vie oppose juifs et chrétiens : c'est celui de la Garde de fer et d'une partie de l'église orthodoxe roumaine, qui affirment qu'on ne peut être roumain que si l'on est chrétien. Les roumanophobes, pour leur part, attribuent les idées de l'État national-légionnaire à tous les roumains et parlent de « peuple profondément antisémite »[53], ce qui revient à considérer ce régime comme le plus représentatif qui ait existé dans l'histoire de la Roumanie, et à tenir l'ensemble des non-juifs de Roumanie pour des criminels ou des complices des criminels[54] ;
- l'approche négationniste et complotiste met en doute les témoignages pour tenter de minimiser la portée des évènements, en occultant le rôle du régime, son idéologie, les rumeurs qu'il a sciemment répandues, et le nombre de participants aux pillages, viols et meurtres, imputés uniquement à la pègre et aux Roms ; cette approche prétend que les faits ont été grossis par des « complotistes anti-roumains », ce qui revient à recycler les mythes du complot judéo-maçonnique et judéo-communiste[55] ;
- l'approche historique universitaire qui se base sur les archives roumaines et le rapport de la Commission Wiesel, ne privilégie aucun des points de vue précédents et s'en tient aux sources, ce qui revient à faire la part des causes et à les décrire dans toute leur complexité, sans exonérer les criminels et les décideurs de leurs responsabilités et sans instrumentaliser la mémoire des victimes au profit des militantismes politiques postérieurs à la tragédie[56].